# Płazówka (Witów)
Płazówka – przysiółek miejscowości Witów w województwie małopolskim, w powiecie tatrzańskim, w gminie Kościelisko. Znajduje się na Pogórzu Gubałowskim, na południowych stokach Płazowskiego Wierchu będącego zachodnim grzbietem Mietłówki. Jest to duża polana zajęta przez łąki i ciągnąca się od wysokości około 905–1050 m n.p.m. Zabudowania Płazówki znajdują się na wysokości około 920–940 m. Dochodzi do nich asfaltowa, stroma i wąska droga. Odgałęzia się od drogi Zakopane – Chochołów na Kojsówce i ślepo kończy na Płazówce. 
Na mapie Geoportalu wielka polana, na której znajduje się przysiółek Płazówka składa się z dwóch łączących się polan: Płazowka (po zachodniej stronie) i Pilchówka (po wschodniej stronie. Obecnie jednak obydwie należą do przysiółka Płazówka.
Dzięki rozległym trawiastym terenom Płazówka jest bardzo dobrym punktem widokowym na Tatry. Znajduje się tutaj zabytkowa kaplica św. Anny, poświęcona 26 lipca 1892 roku. Wybudowana jest w stylu zakopiańskim z drewna na murowanym fundamencie. 
Na Płazówce opisano stanowisko lilii bulwkowatej – gatunku rośliny w Polsce na naturalnych stanowiskach występującego tylko w nielicznych miejscach.

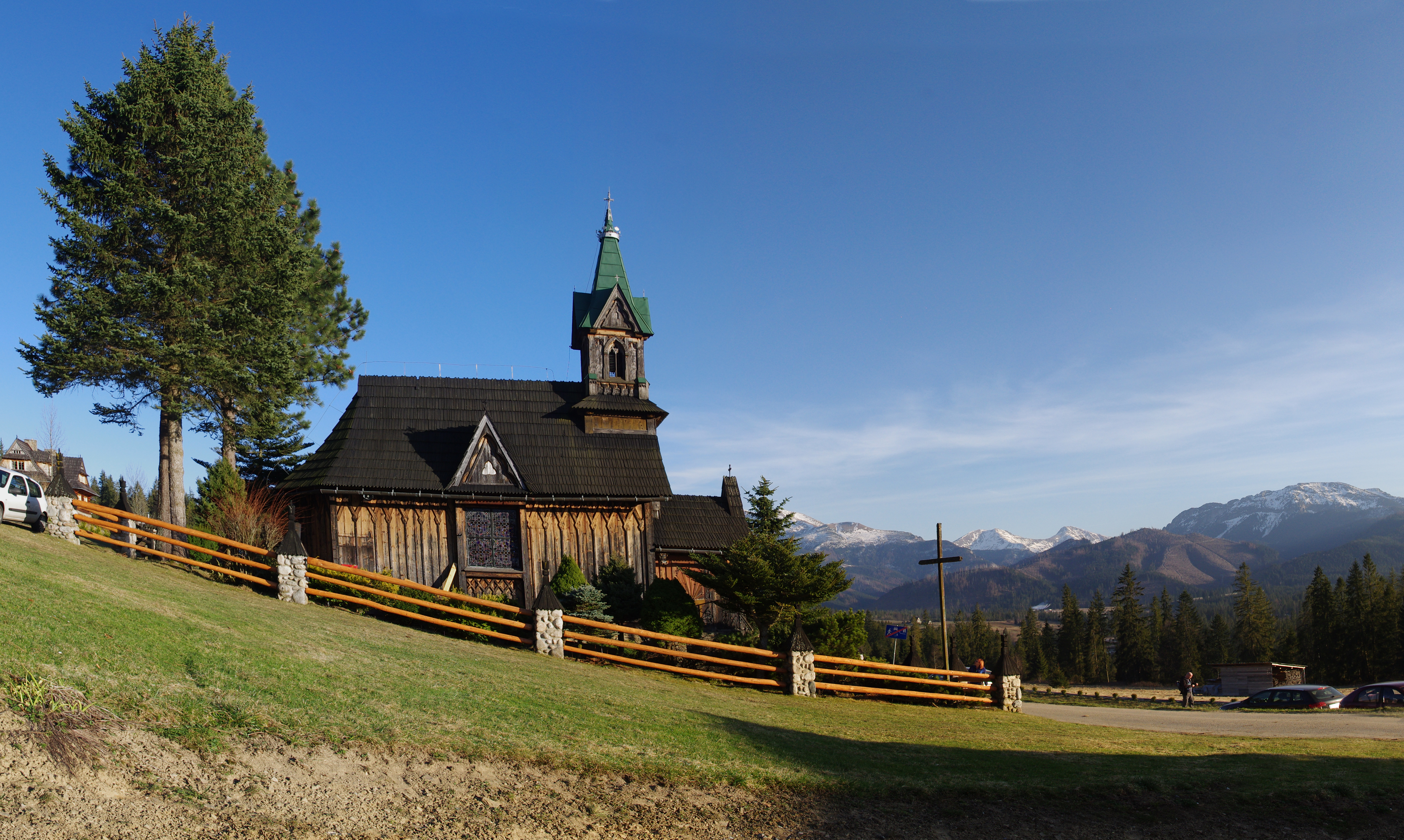
Kaplica św. Anny na Płazówce
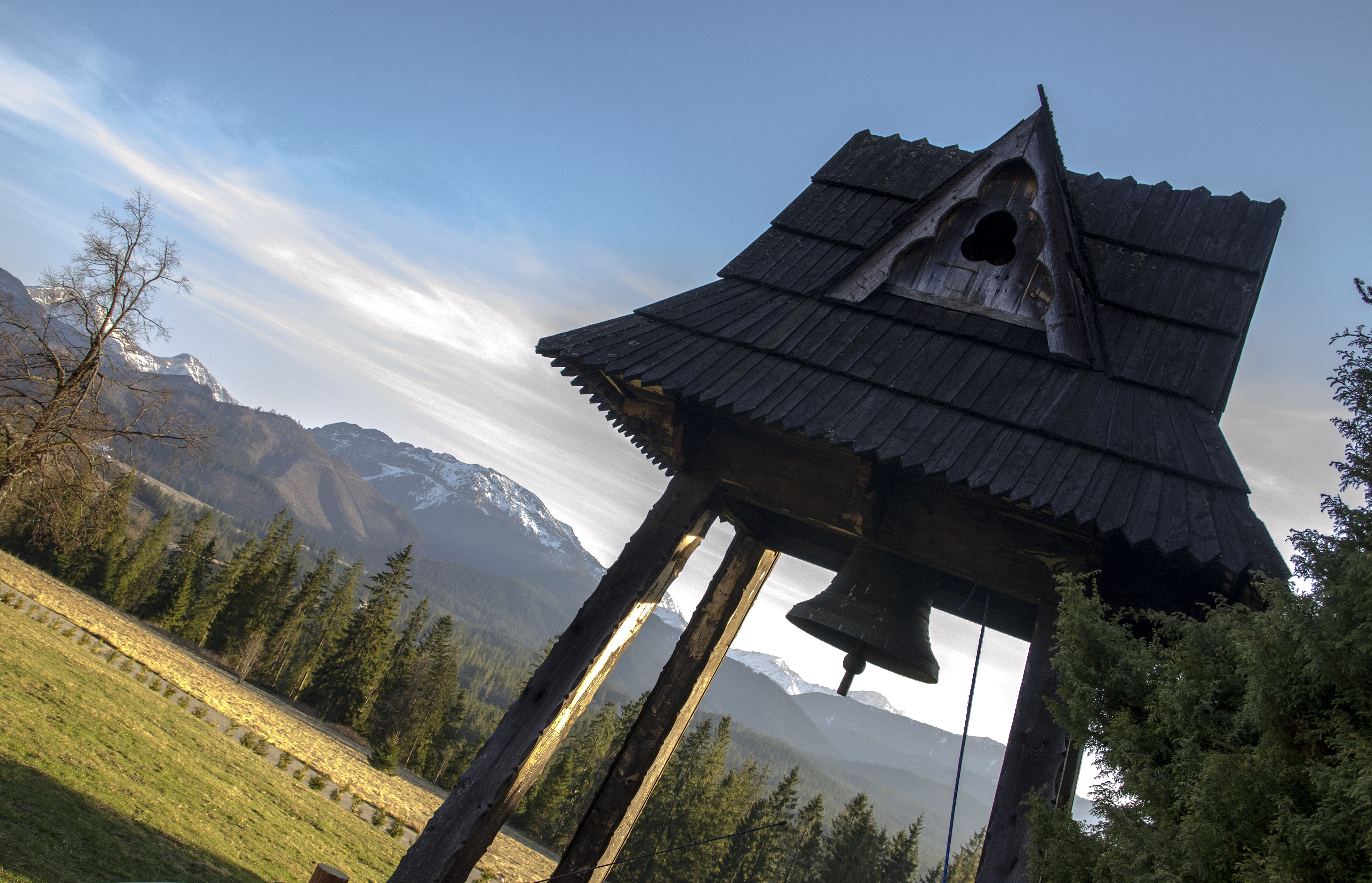
Dzwonnica i widok na Tatry
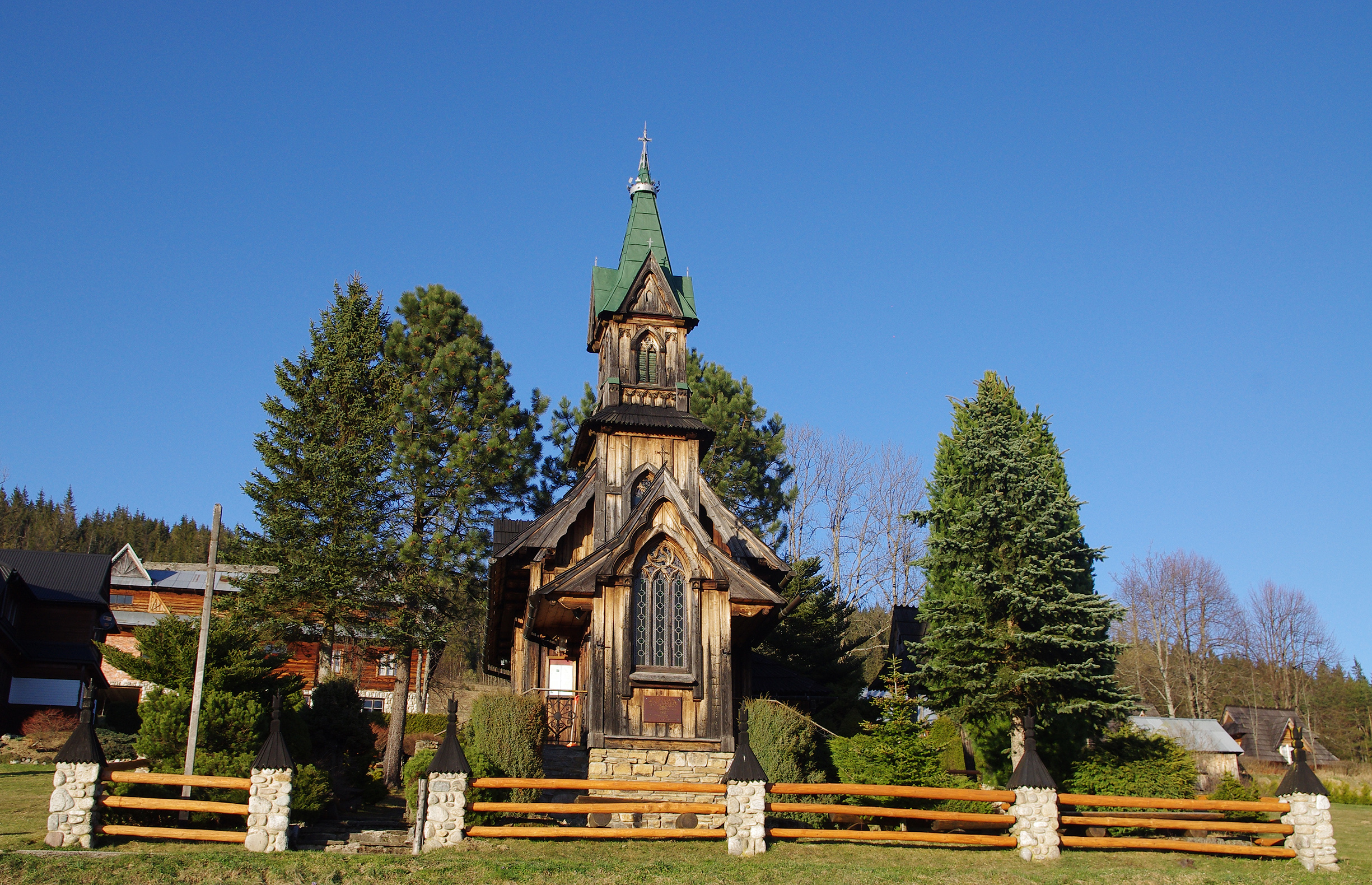
Kaplica św. Anny na Płazówce